# Remington 700
La serie 700 è una linea di fucili a canna rigata a otturatore girevole scorrevole prodotti dalla Remington Arms dal 1962. Dall'azione Remington 700 derivano numerosi fucili pensati per svariati usi, dal settore military e LE alla caccia fino al tiro sportivo, disciplina in cui le armi basate sull'azione modello 700 hanno una grande diffusione per via della buona qualità della lavorazione dell'azione stessa e del suo prezzo relativamente contenuto.

## Modello 700 - Versioni "da caccia"
Ci sono diverse varianti del modello 700 nella versione base, tra le più note: 
700 BDL, 700 CDL, 700 SPS, 700 XCR,
700 Safari.

## Modello 700P - Versione "Polizia"
Ci sono due principali versioni del 700P: il 700P standard e il 700P LTR.
Secondo la Remington Arms, circa il 90% dei fucili per tiratore scelto della polizia negli Stati Uniti sono basati sul modello 700, più specificatamente il modello 700PSS (Police Sharp Shooter) oggi conosciuto come "700 Police". Il fucile è molto popolare anche fuori dagli Stati Uniti tra le agenzie di sicurezza pubblica e privata. Il modello 700P è stato molto influenzato dall'M24 e dall'M40. La "barreled action" del 700 Police è quella della linea Varmint del modello 700, la canna pesante (ø 0,820" alla volata) in acciaio al carbonio è lunga 26" (660 mm) e presenta sei principi di rigatura con passo di 1:12", mentre l'azione è quella comune a tutti i modelli 700. È disponibile in vari calibri: .308 Winchester, .223 Remington, .243 Winchester, 7mm Remington Magnum, .300 Winchester Magnum e .300 Remington Ultra Magnum. La particolarità del 700P è il calcio H-S Precision in vetroresina con bedding block in alluminio sul quale viene fissata l'azione mentre la canna è lasciata libera di flottare.
La versione LTR (light tactical rifle) è una versione alleggerita e compatta del 700 Police standard, con canna fluted da 20" e calcio alleggerito.
La versione 700 Police è anche venduta a civili ed è molto popolare tra tiratori sportivi e cacciatori.

## Modello 700 - Usi militari
Sia gli M24 SWS, utilizzati dall'U.S Army che gli M40, utilizzati dal corpo dei Marines, sono costruiti a partire dall'azione modello 700 adeguatamente lavorata e accuratizzata.

## Il 700 nella cultura di massa
- In ambito videoludico, il Remington 700 compare in Metal Gear Solid: Peace Walker (in versione BDL), in Call of Duty 4: Modern Warfare e Call of Duty: Modern Warfare Remastered, dove viene abbreviato come R700 e nel gioco Russo più simulativo di Escape from Tarkov
- In ambito cinematografico il 700 compare nel film The Peacemaker in versione PPS.
- In Potere assoluto vengono usate due versioni del fucile (Custom black e Walnut).
- Il fucile viene usato nel film American Sniper.
- Nel film Shooter, con Mark Wahlberg, viene utilizzata la versione M24 SWS.
- Nella saga de Il passaggio di Justin Cronin è il fucile usato da Bernard Kittridge, l'ultimo baluardo di Denver.
- Nell'anime Fate/Zero Kiritsugu Emiya utilizzò il  Remington 700.